# Oliva (cantante)
Alejandra Lozano Castellote (20 de marzo de 1992), conocida artísticamente como Oliva, es una cantante, compositora y empresaria colombiana de pop latino, dance, y afrobeat. De ascendencia española, se crio en la isla de San Andrés y en Panamá.

## Carrera musical
Durante sus estudios de administradora de negocios internacionales en la universidad, fue vocalista de un ensamble de jazz. Hizo su debut como artista en 2016 con el lanzamiento de "Morning Light", canción que la llevó a comenzar su carrera solista en la escena electrónica nacional. En 2017 se consolidó como vocalista del dúo Irie Kingz, formado junto a su hermano Yeyo, y lanzó los sencillos “Me Want Party”, “2 Yuh - Ft. Gyptian”, “Bajo cero”, “No Drama”, “To The Top”, “Química” y “Dime”. Un año más tarde, en 2018 firma con la disquera Sony Music Colombia y la editora Warner Chappell, y realiza su primera gira por Colombia haciendo 12 presentaciones en el Moonlight Tour. En 2019, luego de participar en el Estéreo Picnic Festival, el dúo Irie Kingz concluye su actividad como agrupación musical.
Ese mismo año, colabora junto a Rauw Alejandro en la canción “Na´de Ti”. En el 2020 lanza los sencillos Fashion Criminal, “Sweet”, “Destiny” y “Closer”. Además, crea composiciones en español, inglés y creole lo que la lleva a hacer parte del Green Moon Fest 2020. En 2021, ficha para Sony Music Latin y produce su primer EP de 7 canciones "Retrofuturismo".

## Discografía

### Álbumes
●“Retrofuturismo” (EP) (2021)

### Canciones
●“Morning Light”, 2016
●“Fashion Criminal”, 2020
●“Sweet”, 2020 
●“Destiny”, 2020 
●“Closer”, 2020 
●“Bailamos”, 2021
●“Cafeína”, 2022
●“Otra Vida”, 2022

### Festivales
| Año  | Ciudad            | Festival                |
| ---- | ----------------- | ----------------------- |
| 2018 | San Andrés Island | Summer SAI Fest         |
| 2018 | Medellín          | La Solar Fest           |
| 2018 | Medellín          | BreakFest Colombia      |
| 2018 | Miami             | Dreezer Next Show case  |
| 2019 | Bogotá            | Festival Estéreo Picnic |
| 2020 | San Andrés Island | Festival Green Moon     |